# ヤナキク
YANAKIKU（ヤナキク）は、YANA、KIKUの2人による日本の女性歌手グループである。
エキゾチックでポップ、独特の世界観を醸し出し、日本文化の愉しさを世界に伝えることをコンセプトに、日本文化を採り入れた楽曲や「きもコス」（着物のコスチューム）でのパフォーマンスなど、海外展開を視野に入れて活動する。

## 略歴
8年間の活動を経て2012年7月に解散を発表した女性4人組ボーカルユニットMissing Linkの元メンバー2人により、2人組のガールズユニットとして2012年9月7日に新たに結成。9月14日にshibuya duo MUSIC EXCHANGEにて開催されたライブイベントにてお披露目、10月26日に自主レーベルよりシングル「魅惑のLADY」をリリースしてデビューを飾った。発売当日には赤坂元気劇場にて発売記念イベント、リリースパーティー「ヤナキク一直線!」を開催した。
結成当初は一般的なJ-POP路線でスタートしたが、2013年5月11日に渋谷club asiaにて開催されたイベント「HEAVEN NIGHT Vol.15」にて新曲「UP↑SIDE↓DOWN」を発表。30Frameのプロデュースのもと、「きもコス」（着物のコスチューム）の衣装や毛筆によるサインなど日本の伝統文化を採り入れた新コンセプトを披露し、「天下統一」をキャッチフレーズに海外進出を目指す方向性を打ち出し言わば「新生」ヤナキクとして路線転換を果たした。「UP↑SIDE↓DOWN」はセカンドシングルとして結成1周年となる2013年9月7日に発売されると、同12月に公開予定の映画『フジミ姫〜あるゾンビ少女の災難〜』の主題歌に採用された。
海外進出として、全11カ国でライブを実施。その第一弾として2013年7月末にはイギリス・ロンドンにて開催された日本文化をテーマにしたイベント「ハイパージャパン2013」に出演、シングル2曲と「ゴールデンガイ」に加えて日本的な要素を採り入れた「フジヤマ△デスコ」「パクパクキンギョ」などの新曲も初披露し、「きもコス」でのパフォーマンスが多くの来場者や現地メディアの注目を集めた。翌8月には横浜BLITZにて開催されたライブ「CROSS BEAT SUPER LIVE 2013」に出演、また同12月には原宿アストロホールにて初のワンマンライブ「柳菊一満デスコ 第一幕 〜世界に一滴〼〜」を開催。
2014年 1月、韓国(ソウル)韓国領事館主催「New Year Event with Japanese Artists2014」出演。5月、中国(上海)「AnimeparTy 2nd」出演。6月、押切もえ出演の話題の動画 CM「D.U.P マスカラ~恋の落とし穴編」の テーマソング「アガル♥ガール」を手がける。7月、アメリカ(サンフランシスコ)「J-POP SUMMIT 2014」初出演。 同月下旬、2度目となるロンドンで行われた「HYPER JAPAN 2014 」メイン ステージへ出演。9月、韓国(ソウル)「日韓交流おまつり 2014 in Seoul」出演。 同月中旬、中国(上海)にて中国の字幕型動画サイト bilibili 動画が開催する イベント「Bilibili Macro Link」出演。10月、Zepp DiverCity Tokyo にて「11th TOKYO INTERNATIONALMUSIC MARKET -SHOWCASE LIVE-(Anison-Idol Night)」に出演。
2015年3月4日、満を持してファーストアルバム「柳菊ノ円盤」をリリース。 同月、マレーシア(クアラルンプール)にて「Hina Matsuri with YANAKIKU」 が開催され、「柳菊ノ円盤」マレーシア盤も発売。7月、2度目のアメリカ(サンフランシスコ)「J-POP SUMMIT2015」に出演。 今年は新設された” 旅館パビリオン” の案内役として大抜擢。そして10 月にはミャンマー(ヤンゴン)で行われた「Yangon Runway Girls Collection」に Sean Kingston らと出演。12月12日に六本木 morph-tokyo にて行われた2度目のワンマンライブ柳菊一満デスコ第二幕 - 今年も大団円 唄芸の刻でござい〼」は前売完売で 大盛況のうちに終了。そして現在、日本国内にて精力的にライブ活動中。
2016年の締めくくりとして、ワンマンライブの第3弾、12月29日、代官山UNITにて「柳菊一満デスコ 第三幕　-柳こと忘れて菊べし！年忘れ唄と笑いの祭典でござい〼」が開催される。
2016年6月22日、オンプエンタテインメントからビーイングへ移籍。また、レーベル会社もBeingへ移籍。
なお、2018年4月30日を以て活動を休止し、所属しているBeingからも離籍。

## メンバー
- YANA  - リードボーカル。年齢非公表[4]。大阪府出身。2019年語学留学でセブ移住。
- KIKU  - リードボーカル。年齢非公表[4]。香川県出身。2019年結婚、出産。

## ディスコグラフィ

### シングル
1. 魅惑のLADY（2012年10月26日発売）
  1. 魅惑のLADY（作詞：ヤナキク・溝口貴紀、作曲：ヤナキク・足土貴英）
2. UP↑SIDE↓DOWN（2013年9月7日発売）
  1. UP↑SIDE↓DOWN（作詞：ヤナキク・溝口貴紀、作曲：ヤナキク・足土貴英）
映画『フジミ姫〜あるゾンビ少女の災難〜』主題歌
  2. UP↑SIDE↓DOWN（カラオケver.）

### シングル（配信限定）
1. フジヤマ△デスコ（2014年5月7日配信）
  1. フジヤマ△デスコ
2. パクパクキンギョ（2014年6月4日配信）
  1. パクパクキンギョ
3. オリヒメ（2014年7月2日配信）
  1. オリヒメ
4. HACHIKO↑DANCE（2017年6月7日配信）
  1. HACHIKO↑DANCE

### アルバム
1. 柳菊ノ円盤（2015年3月4日発売）
  1. 柳菊始まり〼
  2. パクパクキンギョ
  3. ハイビーム
  4. 人間人間
  5. グルグルチョイス
  6. ゴールデンガイ
  7. アガル♥ガール
  8. ゲームコントローラー
  9. オリヒメ
  10. サボンの遊惑
  11. NINJAノIROHA
  12. フジヤマ△デスコ(Japanese Ver.)
  13. Hello World
2. 柳菊ノ円盤其ノ弐-お遊戯編-（2016年12月14日発売）
  1. 柳菊見参つかま鶴
  2. VIVA!人生珍道中
  3. FUNK★JAPAN
  4. 「クイズ！ヤナキク・ザ・ワールド〜お遊戯編 寸劇ノ巻〜」
  5. KANPAI NIGHT
  6. 柳菊中毒禁断症状
  7. 恋のケン玉あそび
  8. 「ヤナたの知らない世界〜お遊戯編 寸劇ノ巻〜」
  9. すごろく娘
3. 柳菊ノ円盤其ノ参-東京観光編-
  1. 柳菊唄芸ノ刻でございま鶴
  2. Welcome to TOKYO
  3. チコイイネ
  4. 「ヤナキクバスツアー 寸劇ノ巻〜」
  5. HACHIKO DACE
  6. オトナノオンナトオトナノオトコ
  7. 猫娘
  8. KIRA KIRA TOKIO
  9. LOVE TRAIN
  10. 極楽湯～とぴあ
  11. 「道案内〜寸劇ノ巻〜」
  12. ドンマイお祭り人生
  13. どす恋ハイスクール
  14. TOWER
  15. わのように

### 楽曲提供
- WEB CM「D.U.P MASCARA」(押切もえ出演)「アガル☆ガール」(2014年6月5日～)

## 出演

### ラジオ
- FM NACK5 HITS! THE TOWN（2012年10月13日）
- FM NACK5 STROBE NIGHT!（2012年12月24日、2013年9月2日）
- FM NACK5 ラジオのアナ〜ラジアナ（2014年4月28日、2016年7月7日 - 9月30日（木曜パーソナリティ））

### インターネット
- WorldNet.TV ヤナキクTV602号室（2012年1月 - 2013年7月） - 毎月第3火曜日に生放送

### テレビ
- TOKYO MX2 「HANAKAN」(2015年9月6日 -2015年11月 ） - 隔週日曜日　8:30-9:00